# Arbor vitae crucifixae Jesu Christi
Arbor vitae crucifixae Jesu Christi è l'opera principale del frate Ubertino da Casale in cui narra la vita e la passione di Gesù.
Nel 1305, sebbene confinato in convento e ridotto al silenzio, Ubertino scrisse la sua opera principale, nella quale presentava una lettura apocalittica della storia della Chiesa ispirata alle visioni di Gioacchino e alla spiritualità dell'Olivi. Ubertino dava voce all'attesa, diffusa al suo tempo tra gli Spirituali ma non solo, di un'era di pace in cui la Chiesa sarebbe stata guidata dal "papa angelico", un pastore povero e umile che avrebbe restituito al ministero papale quella autorevolezza che la cattiva condotta dei papi del tempo aveva ormai offuscato. L'opera è impostata secondo la struttura dell'albero della vita da cui appunto trae il nome.
L'opera non fu bene accolta e Ubertino venne scomunicato.